# Eugenio Ortúzar Latapiat
Eugenio Ortúzar Latapiat (Temuco, 25 de agosto de 1924 - Viña del Mar, 25 de octubre de 2012) fue un militar, dirigente gremial y político chileno, militante del Partido Nacional.

## Biografía
Nació en Temuco, el 25 de agosto de 1924. Fue hijo del matrimonio entre Juan Jerónimo Ortúzar Rojas y Julia Latapiat Jofré. A los 16 años se inició en la carrera militar ejerciéndola en diferentes destacamentos del país.
Contrajo matrimonio con Irma Pruzzo, con quien tuvo cuatro hijos: Gerónimo, Juan, Irma y Paula.
En 1953 se estableció en Quillota y se dedicó a las labores agrícolas. Dedicado a esas labores, se destacó en el aspecto gremialista.
Militó en las filas del Partido Nacional. En 1970 fue elegido regidor por Quillota, y en las elecciones parlamentarias de 1973 fue elegido diputado por la Sexta Agrupación Departamental "Valparaíso, Isla de Pascua y Quillota", período 1973-1977. Integró la Comisión Permanente de Defensa Nacional; y la de Educación Física y Deportes.
El golpe militar del 11 de septiembre de 1973 puso término anticipado a su período parlamentario. El Decreto-Ley 27, de 21 de septiembre de ese año, disolvió el Congreso Nacional y declaró cesadas las funciones parlamentarias a contar de la fecha.
En 1974 fue designado por la dictadura militar como alcalde de Quillota, cargo que desempeñó hasta 1986.
El Gobierno Regional de Valparaíso lo homenajeó con un galvano por el premio otorgado en Valparaíso 27 de abril de 2007 como personaje destacado de la provincia de Quillota.
Falleció en Viña del Mar, el 25 de octubre de 2012.